# Bosques húmedos de Yucatán
Los bosques húmedos de Yucatán forman una ecorregión que pertenece al bioma de los bosques húmedos latifoliados tropicales y subtropicales, según la definición del Fondo Mundial para la Naturaleza. Se extiende en las tierras bajas tropicales de México, Guatemala y Belice, cubre un área de 69 700 km². La ecorregión tiene un clima húmedo tropical y cuenta con una alta biodiversidad. Es un corredor biológico importante que conecta las zonas forestales del norte de la península de Yucatán con las de América Central. Aunque existe alguna protección, la ecorregión está amenazada por la tala de árboles y la ganadería.